# Sœurs mercédaires du Saint Sacrement
Les sœurs mercédaires du Saint Sacrement (en latin : Congregatio Sororum Mercedariarum a SS.mo Sacramento ) forment une congrégation religieuse féminine enseignante de droit pontifical.

## Histoire
La congrégation est fondée le 25 mars 1910 à Mexico par Marie du Refuge Aguilar y Torres (1866-1937) dans le but d'enseigner les enfants. La fondatrice reçoit l'habit religieux avec deux compagnes le 2 février 1911 ; puis elles prononcent leur vœux religieux le 25 décembre 1912. En 1917, l'archevêque de Mexico envoie le Père Alfred Scotti, religieux mercédaire, pour aider la nouvelle congrégation à s'organiser. Le 15 juin 1922, le Saint Siège autorise l'érection canonique de la communauté. Elles sont agrégées à l'Ordre de Notre-Dame-de-la-Merci le 11 juillet 1925 et prennent dès lors le nom de religieuses eucharistiques mercédaires.
En 1926, le gouvernement du président Plutarco Elías Calles revendique les propriétés de l'Église dont les collèges des instituts religieux qui sont fermés ou détruits. Les sœurs se dispersent donc dans diverses nations du continent américain et d'Europe, donnant ainsi à la congrégation une expansion internationale. C'est en 1948 qu'elle adoptent leur nom actuel. L'institut reçoit le décret pontifical de louange le 22 juillet 1949.

## Activités et diffusion
Les sœurs se consacrent à l'enseignement.
Elles sont présentes en: 
- Europe : Italie, Espagne.
- Amérique du Nord : États-Unis, Mexique.
- Amérique centrale : Costa Rica, Cuba, Guatemala, Salvador.
- Amérique du Sud : Chili, Colombie, Venezuela.
- Afrique : Mozambique.

La maison-mère est à Mexico
En 2017, la congrégation comptait 588 sœurs dans 84 maisons.